# Râul Motnăul Puturos
Râul Motnăul Puturos este un curs de apă, afluent al râului Motnău. 